# Cowboy Style (canción de Kylie Minogue)
«Cowboy Style» (en español: «Estilo vaquero») es una canción de la cantante australiana Kylie Minogue, incluida en su sexto álbum de estudio Impossible Princess, lanzado en agosto como el cuarto sencillo del álbum. La canción fue lanzada por Mushroom Records solo en Australia porque su contrato con Deconstruction Records finalizó antes de lanzar como sencillo a Breathe.
La canción fue producida por Brothers in Rhythm y trata básicamente sobre encontrar a Stephane Sednaoui, su novio en el momento que ella escribió la canción.
La canción fue el último sencillo lanzado del álbum y llegó a un peak de 39 en Australia. En sencillo incluye la canción inédita "Love Takes Over Me", la cual fue anteriormente lanzada en el CD vinilo de la canción Some kind of bliss.
En la actualidad "Cowbow Style" es considerado como uno de los sencillos más extraños de Minogue (el otro es GBI: German Bold Italic con el Dj japonés Towa Tei).

## Formatos
- Sencillo en CD

1. «Cowboy Style» – 3:51
2. «Love Takes Over Me» (Sencillo) – 4:09
3. «Cowboy Style» music video

- Otras versiones oficiales

1. «Cowboy Style» (Fever2002 Tour Studio Version)

## Video musical
El video de «Cowboy Style» fue grabado durante una prueba de sonido en uno de los shows en Intimate & Live. Si bien la interpretación original de la gira se llevó a cabo en vivo, el video musical fue hecho con las vocales de estudio en lugar de la en vivo.

## Presentaciones en vivo
Intimate & Live
KylieFeverTour 2002
Showgirl: Homecoming Tour

## Posicionamiento
| Lista (1998)             | Posición |
| ------------------------ | -------- |
| Australian Singles Chart | 39       |

- Datos: Q869447